# 이번 일요일에
이번 일요일에(今度の日曜日に, On Next Sunday)는 일본에서 제작된 켄모치 사토시 감독의 2009년 드라마, 멜로/로맨스, 가족 영화이다. 윤하 등이 주연으로 출연하였고 오자와 토시하루 등이 제작에 참여하였다.

## 출연

### 주연
- 윤하
- 이치카와 소메고로
- 양진우

### 조연
- 전미선
- 에리나
- 히구치 코지
- 미네무라 리에
- 나카무라 슌타
- 오오와다 미호
- 다케나카 나오토
- 타니가와 쇼이치로
- 우에다 코이치

## 제작진
- 프로듀서: 무토 키이치